# (2792) Ponomarev
(2792) Ponomarev est un astéroïde de la ceinture principale.

## Description
(2792) Ponomarev est un astéroïde de la ceinture principale. Il fut découvert le 13 mars 1977 à Naoutchnyï par Nikolaï Tchernykh. Il présente une orbite caractérisée par un demi-grand axe de 2,28 UA, une excentricité de 0,13 et une inclinaison de 9,4° par rapport à l'écliptique.

## Compléments